# Felipponea
Felipponea là một chi ốc nước ngọt có mang và nắp (động vật chân bụng)|nắp ốc, là động vật chân bụng sống dưới nước động vật thân mềm thuộc họ Ampullariidae, the apple snails.

## Các loài
Chi Felipponea includes 3 species:
- Felipponea elongata (Dall, 1921)
- Felipponea iheringi (Pilsbry, 1933)
- Felipponea neritiformis (Dall, 1919) - loài điển hình